# Antonio Bossi
Antonio Bossi (* 23. Januar 1829 in Lugano; † 25. August 1893 in Porza) war ein Schweizer Jurist und Politiker (FDP).

## Leben

### Familie
Antonio Bossi entstammte einer der grössten Familien des Tessin und war der Sohn des Gutsbesitzers Francesco Bossi.
Er war verheiratet mit Antonietta (geb. Boselli); gemeinsam hatten sie den Sohn Giulio (* 1867; † 9. Mai 1942), der später Bauingenieur wurde.

### Werdegang
Bossi immatrikulierte sich zu einem Studium der Rechtswissenschaften an der Universität Pavia und setzte das Studium an der Universität Heidelberg fort, bis er 1852 zum Dr. jur. promovierte.
Er war anfangs im Anwaltsbüro von Giacomo Luvini tätig und betätigte sich später als Unternehmer, nachdem er eine mechanische Getreidemühle gegründet hatte. Bei seinem Tod war er Eigentümer des Panificium Luganese und der mechanischen Getreidemühle in Molino Nuovo.
1858 erfolgte seine Beförderung zum Hauptmann, 1867 zum Oberstleutnant und später zum Oberst.
Er war Bankrat der Tessiner Kantonalbank.

### Politisches Wirken
Antonio Bossi war Stadtrat in Lugano und von 1857 bis 1859, von 1863 bis 1871 sowie von 1877 bis 1881 freisinniges Mitglied des Tessiner Grossen Rats und in dieser Zeit vom 7. Juli 1862 bis zum 1. Oktober 1863 Ständerat sowie vom 7. Dezember 1863 bis zum 2. Dezember 1866 Nationalrat. Er war zwar für den darauffolgenden Zeitraum als Nationalrat erneut gewählt worden, allerdings gab es hierbei den Vorwurf von Unregelmässigkeiten bei der Wahl, sodass er im Juli 1867 sein Amt als Nationalrat verlor; den Vorwurf bestritt er.
Als Gemeinderat von Lugano in der Zeit von 1855 bis 1878, mit verschiedenen Unterbrechungen, verstand er es, zahlreiche öffentlichen Arbeiten voranzutreiben: Schlachthof, Gasbeleuchtung und die Schifffahrt auf dem Luganersee.
Auf der Piazza Riziero Rezzonico in Lugano ist der 1895 errichtete Brunnen nach ihm benannt, die Fontana Antonio Bossi.

## Mitgliedschaften
Antonio Bossi war Mitglied der Schweizerischen Gemeinnützigen Gesellschaft, deren Präsident er 1893 wurde, und zahlreicher anderer politischer, philanthropischer, industrieller und pädagogischer Vereinigungen.
1882 erfolgte seine Wahl zum Vizepräsidenten des Empfangskomitees für das Eidgenössische Schützenfest 1883 in Lugano.